# جایرودین کیواچ-۵۰ دش
جایرودین کیو اِچ-۵۰ دَش (به انگلیسی: Gyrodyne QH-50 DASH) یک بالگرد پهپاد ساخت جایرودین آمریکا بود که بعنوان ابزار ضدزیردریایی به‌کار رفت. این محصول بدون سرنشین که در سال ۱۹۶۹ تولید شد همچنان در موارد گوناگون به‌کار می‌رود. از این پهپاد ۷۵۵ فروند تولید شد و ارتش آمریکا امروزه از این پهپاد بعنوان هدف نظامی استفاده می‌کند و خلبانان با شلیک به آن تمرین می‌کنند.

## کاربران

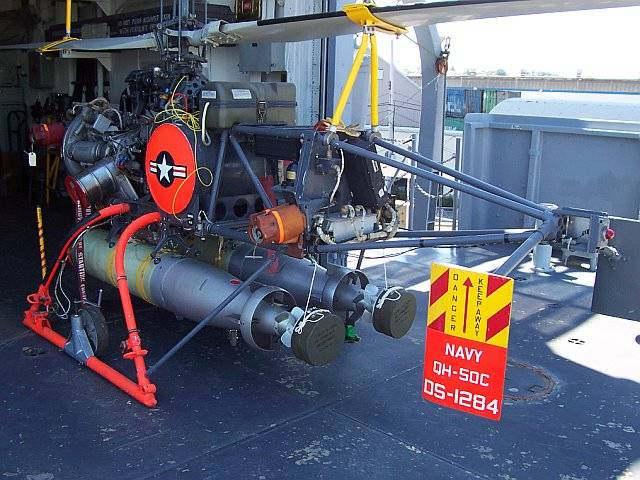
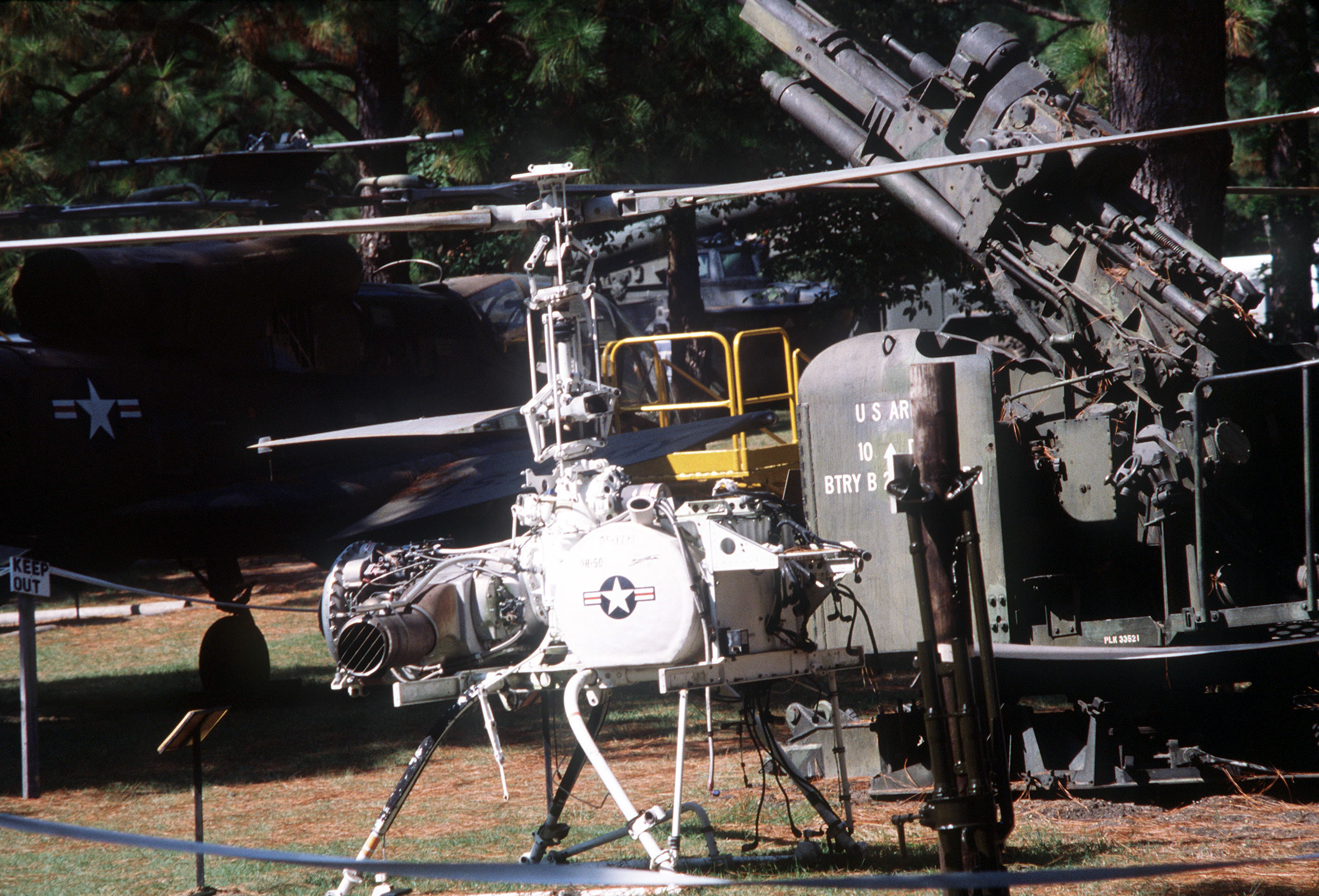
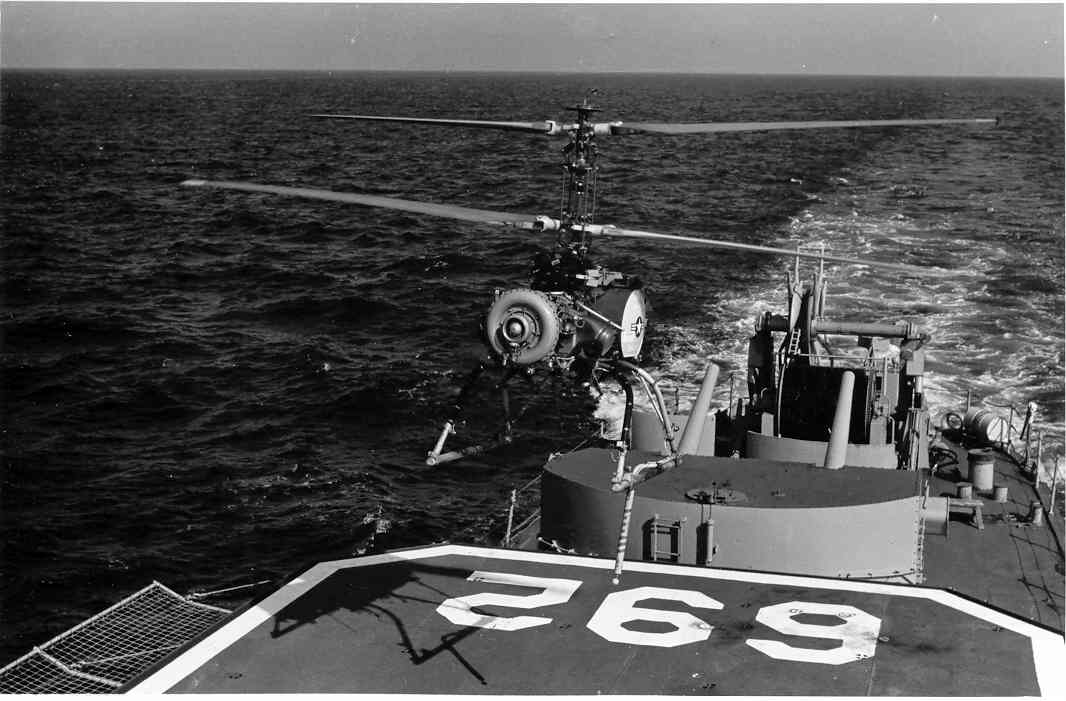

ژاپن
 ایالات متحده آمریکا

## مشخصات
داده‌ها از Jane's All The World's Aircraft 1969-70
ویژگی‌های عمومی
- خدمه: none
- طول: ۱۲ فوت ۱۱ اینچ (۳٫۹۴ متر)
- ارتفاع: ۹ فوت ۸٫۵ اینچ (۲٫۹۶ متر)
- وزن خالی: ۱٬۱۵۴ پوند (۵۲۳ کیلوگرم)
- بیشترین وزن برخاست: ۲٬۲۸۵ پوند (۱٬۰۳۶ کیلوگرم)
- ظرفیت سوخت: ۳۵ گالون آمریکایی (۲۹ گالون بریتانیایی؛ ۱۳۰ لیتر)
- پیشرانه: ۱ عدد turboshaft Boeing T50-BO-8A, ۳۰۰ اسب بخار کوتاه (۲۲۰ کیلووات)
- قطر روتور اصلی: ۲ عدد ۲۰ فوت ۰ اینچ (۶٫۱۰ متر)

عملکرد
- حداکثر سرعت: ۸۰ گره (۹۲ مایل بر ساعت، ۱۴۸ کیلومتر بر ساعت)
- سرعت کروز: ۴۳ گره (۵۰ مایل بر ساعت، ۸۰ کیلومتر بر ساعت)
- بُرد: ۷۱ مایل دریایی (۸۲ مایل، ۱۳۲ کیلومتر)
- مداومت پروازی: 1 hr
- حداکثر ارتفاع: ۱۶٬۴۰۰ فوت (۵٬۰۰۰ متر)
- نرخ صعود: ۱٬۸۸۰ فوت بر دقیقه (۹٫۶ متر بر ثانیه)

تسلیحات

- ۲× Mk.44 or 1× Mk.46 torpedo